# Allerton (West Yorkshire)
Allerton – wieś, teraz część aglomeracji Bradford, w Anglii, w hrabstwie ceremonialnym West Yorkshire, w dystrykcie metropolitalnym Bradford. Leży 19 km na zachód od miasta Leeds i 280 km na północny zachód od Londynu.